# Megalochlora
Megalochlora là một chi bướm đêm thuộc họ Geometridae.